# Institut für Archivwissenschaft (Potsdam)
Das Institut für Archivwissenschaft in Potsdam war ab 1950 die zentrale Ausbildungsstätte für wissenschaftliche Archivare in der Deutschen Demokratischen Republik. Das Institut war anfangs räumlich dem Deutschen Zentralarchiv in Potsdam angegliedert. Mit der Verordnung zur Umgestaltung des Hoch- und Fachschulwesens in der DDR wurde 1958 angewiesen, dass das Institut für Archivwissenschaft der Humboldt-Universität zu Berlin anzugliedern ist. Die Ausbildung von wissenschaftlichen Facharchivaren erfolgte nach Um- und Neubildung des Bereiches Archivwissenschaft innerhalb der mit der 3. Hochschulreform gebildeten Sektion Geschichte an der Humboldt-Universität zu Berlin.
Mit dem Ende der DDR wurde auch das Ende der universitären Archivarsausbildung eingeläutet und 1992 der Immatrikulationsstopp für neue Absolventen verhängt und letztendlich 1996 der unter der Professur von Botho Brachmann stehende Bereich Archivwissenschaften vollständig abgewickelt.
Die damit entstandene Lücke in der wissenschaftlichen Ausbildung von Archivaren kann in der Form und dem Umfang bis heute deutschlandweit nicht geschlossen werden.

## Geschichte
Die 1950 neugegründete Bildungseinrichtung knüpfte an die Tradition des Preußischen Instituts für Archivwissenschaft und geschichtswissenschaftliche Fortbildung an, das bis zum Kriegsende 1945 bestanden hatte. Die Institutsleitung übernahm Heinrich Otto Meisner (zuerst nebenamtlich, ab 1952 hauptamtlich, 1953 Ernennung zum Professor an der Humboldt-Universität).
Laut Satzung des Institutes für Archivwissenschaft vom 9. September 1950 wurden anfangs nur Anwärter mit abgeschlossenem universitärem Geschichtsstudium oder Universitätsabschlüssen in Historischer Geographie, Rechts- oder Wirtschaftswissenschaft oder Germanistik zugelassen.
Eine Promotion war erwünscht, aber keine Aufnahmebedingung.
Später wurden ebenso die an der Fachschule für Archivwesen in Potsdam ausgebildeten Archivare des gehobenen Dienstes zum Studium zugelassen.
Die Dauer des Studiums für Archivwissenschaft betrug zwei Jahre mit abschließender Staatsprüfung.
Das Institut war von 1950 bis 1958 dem Ministerium des Innern der DDR in Berlin und danach der Philosophischen Fakultät der Humboldt-Universität zu Berlin unterstellt.
1967 wurde erstmals eine fünfjährige universitäre Archivarsausbildung an dieser Fakultät angeboten. In der Folge entstand der Bereich Archivwissenschaft der Sektion Geschichte und damit kam es zur Auflösung des ehemaligen Instituts in Potsdam.
Das Studium wurde in der DDR im Direktstudium aber auch im Fernstudium mit festgelegten Präsenzterminen angeboten.

## Bekannte Absolventen des Instituts bzw. des Fachbereichs Archivwissenschaft (Auswahl)
- Dirk Alvermann (1965–2023)
- Friedrich Beck (* 1927)
- Lorenz Beck (1969–2013)
- Karlheinz Blaschke (1927–2020)
- Jörg Brückner (* 1966)
- Wolfgang Eger (1928–2005)
- Lieselott Enders (1927–2009)
- Ingrid Grohmann (1942–2009)
- Reiner Groß (* 1937)
- Josef Hartmann (* 1934)
- Matthias Herrmann (1961–2007)
- Ralf Jacob (* 1967)
- Reinhard Kluge (* 1933)
- Manfred Kobuch (1935–2018)
- Klaus Mlynek (* 1936)
- Norbert Moczarski (* 1953)
- Olaf B. Rader (* 1961)
- Manfred Unger (1930–2016)
- Gerhard Schmidt (1920–2001)
- Elisabeth Schwarze-Neuß (1930–2019)
- Joachim Wächter (1926–2017)
- Gerald Wiemers (1941–2021)

## Fachschule für Archivwesen Potsdam
Für die Ausbildung des gehobenen Archivdienstes in der DDR wurde zwischen 1953 und 1955 die Fachschule für Archivwesen „Franz Mehring“ in Potsdam aufgebaut und bestand bis zu ihrer Abwicklung um 1992 am Standort Menzelstraße.
In dieser Einrichtung wurden die Archivare in einer 3-jährigen Studienzeit im Direktstudium oder im Fernstudium ausgebildet.
Pro Jahr konnten etwa 25 Studenten des In- und Auslandes die archivarische Ausbildung im Direktstudium abschließen. Zusätzlich absolvierten bis zu 25 Studenten pro Jahr ein Fernstudium in Potsdam.
Voraussetzung war das Abitur oder ein erfolgreicher Abschluss der Berufsausbildung zum Archivassistenten mit sehr guten Ergebnissen. In Einzelfällen wurden Seiteneinsteiger mit Berufsausbildung und Praxiserfahrung zum Studium zugelassen.
Die Berufsausbildung zum Archivassistenten (heute mittlerer Dienst, FaMI-Archiv) fand ebenfalls in Potsdam statt.
Damit entwickelte sich der Standort Potsdam/Berlin zu einem zentralen Ausbildungsort für Archivmitarbeiter und Archivare unterschiedlicher Qualifikationsniveaus in der DDR. Die vielfältige Archivlandschaft in Potsdam und Berlin gestattete es, dass Theorie und Praxis eng miteinander verknüpft werden konnten.
Bei erfolgreichem Abschluss des damaligen Fachschulstudiums war ein wissenschaftliches Studium an der Humboldt-Universität Berlin im Direkt- oder im Fernstudium möglich.
Die Durchlässigkeit der Ausbildungswege war damit gegeben.
Vertiefende Informationen zur Fachschule sind im Bundesarchiv einsehbar.
Als Nachfolgeeinrichtung kann der Bereich Informationswissenschaften der heutigen Fachhochschule Potsdam angesehen werden.